# Osvětimské knížectví
Osvětimské knížectví (polsky Księstwo Oświęcimskie, německy Herzogtum Auschwitz) bylo jedním z mnoha slezských knížectví, které se rozkládalo kolem Osvětimi.

## Historie
Vzniklo roku 1315 při dělení Těšínského knížectví a kníže Vladislav I. Osvětimský, z rodu Piastovců, byl jeho prvním vládcem. Roku 1327 kníže Jan I. Scholastik složil lenní hold českému králi Janu Lucemburskému a knížectví se stalo součástí Zemí Koruny české. Roku 1445 se z Osvětimska oddělilo Zátorské knížectví.
Roku 1457 poslední osvětimský kníže Jan IV. Osvětimský prodal svou zemi Polsku za 50 000 kop pražských grošů, přičemž knížectví si zachovalo omezenou autonomii. Roku 1554 se knížectví stalo spolu se Zátorskem integrální součástí Polska v rámci Slezského okresu, tvořícího součást tehdejšího Krakovského vojvodství, jehož zbytek byl historickou částí Malopolska. Roku 1772 při prvním dělení Polska se Osvětimsko stalo součástí habsburské monarchie, ale již nebylo vráceno k českým zemím, ale stalo se součástí Haliče.
Roku 1815 se stalo součástí Pruska, nicméně již roku 1850 se vrátilo k Rakousku a po roce 1918 bylo včleněno do Polska.

## Seznam knížat
| 1314/5–1321/4 | Vladislav I. Osvětimský (syn Měška Těšínského, od 1290 spoluvládce)          |
| 1321/4–1372   | Jan I. Scholastik (syn Vladislava I.)                                        |
| 1321/4–1325   | Eufrozina Mazovská (žena Vladislava I., matka Jana I., regent, zemřela 1329) |
| 1372–1375/6   | Jan II. Osvětimský (syn Jana I.)                                             |
| 1375/6–1405   | Jan III. Osvětimský (syn Jana II., bezdětný)                                 |
| 1405–1406     | Přemysl Osvětimský (také kníže Hlohovský)                                    |
| 1410–1433/4   | Kazimír I.                                                                   |
| 1433/4–1484   | Přemysl Tošecký (syn Kazimíra I.)                                            |
| 1433/4–1456   | Jan IV. Osvětimský (bratr Přemysla Tošeckého, zemřel 1496)                   |

Od roku 1772 užívala titul knížete Osvětimského hlava habsburského rodu.